# Лученко Євген Дмитрович
Євген Дмитрович Лученко  (або Лучченко; 30 липня 1914, Голінка (нині Бахмацький район, Чернігівська область) — 28 листопада 1994, Київ, Україна) — український художник школи Федора Кричевського та Карпа Трохименка. Працював у жанрі пейзажу та портрету. Заслужений художник УРСР (1990).

## Біографія
Народився у становому козацькому містечку Голінка на Чернігівщині. Але в ранньому віці виїхав до Конотопа. Там здобуває професійну освіту у студії художника Олександра Гофмана, який приділяв багато часу навчанню писати з натури. Разом з Лученком навчалися митці, яким судилося стати відомими художниками — В. Масик, О. Величко, В. Литвинов, О. Зимовець, О. Богданов.
У 1931 р. Лученку вдається потрапити до Київського художнього технікуму, а з 1934 навчається у Київському художньому інституті в корифеїв українського мистецтва — Федора Кричевського та Карпа Трохименка. Після Голодомору пощастило уникнути арештів НКВД, які в ті час масово проводила окупаційна влада у художніх колах.
1942 мобілізований до сталінської армії. Після закінчення Другої світової війни отримав добрі рекомендації та потрапив до кола «офіціозних художників», яким доручали писати портрети совєцьких буржуа. Однак Лученко вийшов далеко за межі совєцького канону, створивши блискучу галерею портретів та пейзажів.
Багато працював на пленерах у місті Седнів, поблизу Чернігова. Саме там створив портрет кіноактора Степана Шкурата (1972). Також Лученко був близьким приятелем скульптора Івана Кавалерідзе, взяв участь у підготовці виставки до 100-річчя митця у Сумах. Загалом, він намагався бути у колі видатних земляків — людьми з околиць рідного села Голінка (Кавалерідзе та Шкурат із Ромна).
У пейзажах помітну увагу приділено православним церквам, які стають камертоном духовного опору тоталітарним порядкам у СССР.

## Творчість
У післявоєнний час створив низку портретів діячів науки та культури:
- портрет художника Карпа Трохименка;
- портрет кіноактора Степана Шкурата;
- портрет скульптора Івана Кавалерідзе;
- портрет колгоспного сторожа (1960);
- портрет М. Когана-Шаца (1969);
- портрет В. Масика (1970);
- портрет І. Їжакевича (1970);
- портрет матері художника, уродженки села Голінка (1970);
- кінний портрет С. Христолюбова (1972);
- портрет Б. Ладиженського (1982).

1979 написав відому картину «Ранок на Володимирській гірці».